# Sarah Huckabee Sanders

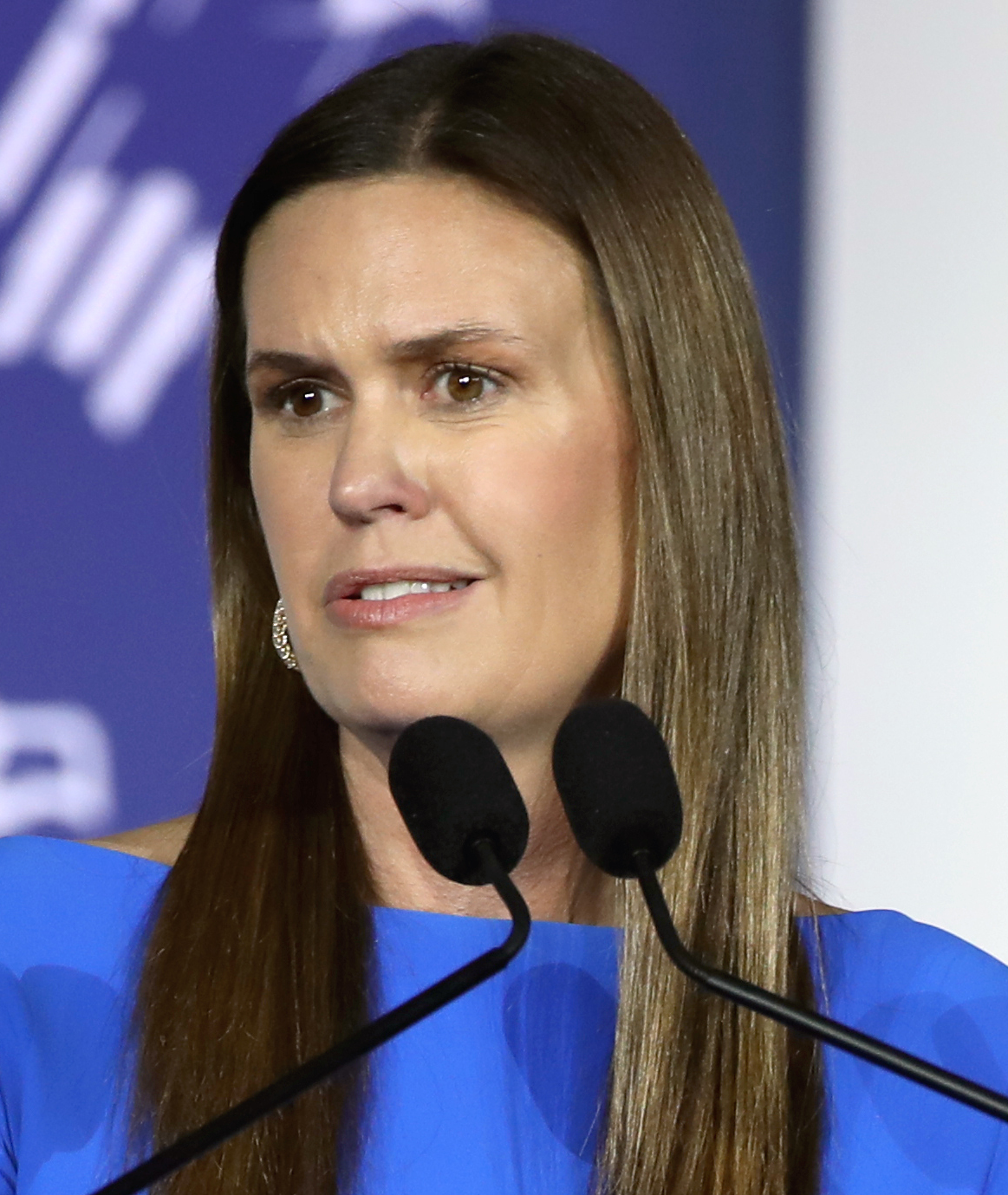
Sarah Huckabee Sanders, 2023

Sarah Elizabeth Huckabee Sanders (geb. Huckabee; * 13. August 1982 in Hope, Arkansas) ist eine US-amerikanische Politikerin der Republikanischen Partei und ehemalige Politikberaterin. Von Juli 2017 bis Ende Juni 2019 war sie Pressesprecherin des Weißen Hauses, nachdem sie zuvor Stellvertreterin gewesen war. Im November 2022 wurde sie als erste Frau zur Gouverneurin von Arkansas gewählt und am 10. Januar 2023 vereidigt.

## Leben
Geboren wurde Sarah Huckabee als Tochter des baptistischen Pastors und späteren republikanischen Gouverneurs von Arkansas, Mike Huckabee. Sie studierte an der Ouachita Baptist University in Arkadelphia. Ab 2002 arbeitete sie als regionale Koordinatorin für das US-Bildungsministerium unter Roderick Paige und wirkte bei einer Reihe von Senats- und Präsidentschaftskampagnen mit. 2007 zog sie nach Iowa, um dort die Bewerbung ihres Vaters um die republikanische Präsidentschaftskandidatur vorzubereiten und zu leiten.
Sarah Sanders ist mit dem konservativen Politikberater Bryan Sanders verheiratet. Die Familie hat drei Kinder. 2016 unterstützte sie zunächst ihren Vater Mike Huckabee im Präsidentschaftswahlkampf und nach seinem Rückzug den späteren US-Präsidenten Donald Trump. Als sie stellvertretende Pressesprecherin des Weißen Hauses wurde, zog sie mit ihrer Familie nach Washington, D.C. Als Stellvertreterin von Sean Spicer wurde sie nach dessen Rücktritt im Juli 2017 Pressesprecherin des Präsidenten.
Die Washington Post berichtete 2017, dass sich Sanders zumeist morgens mit ihrem Vater berate, der auch als politischer Kommentator bekannt ist.

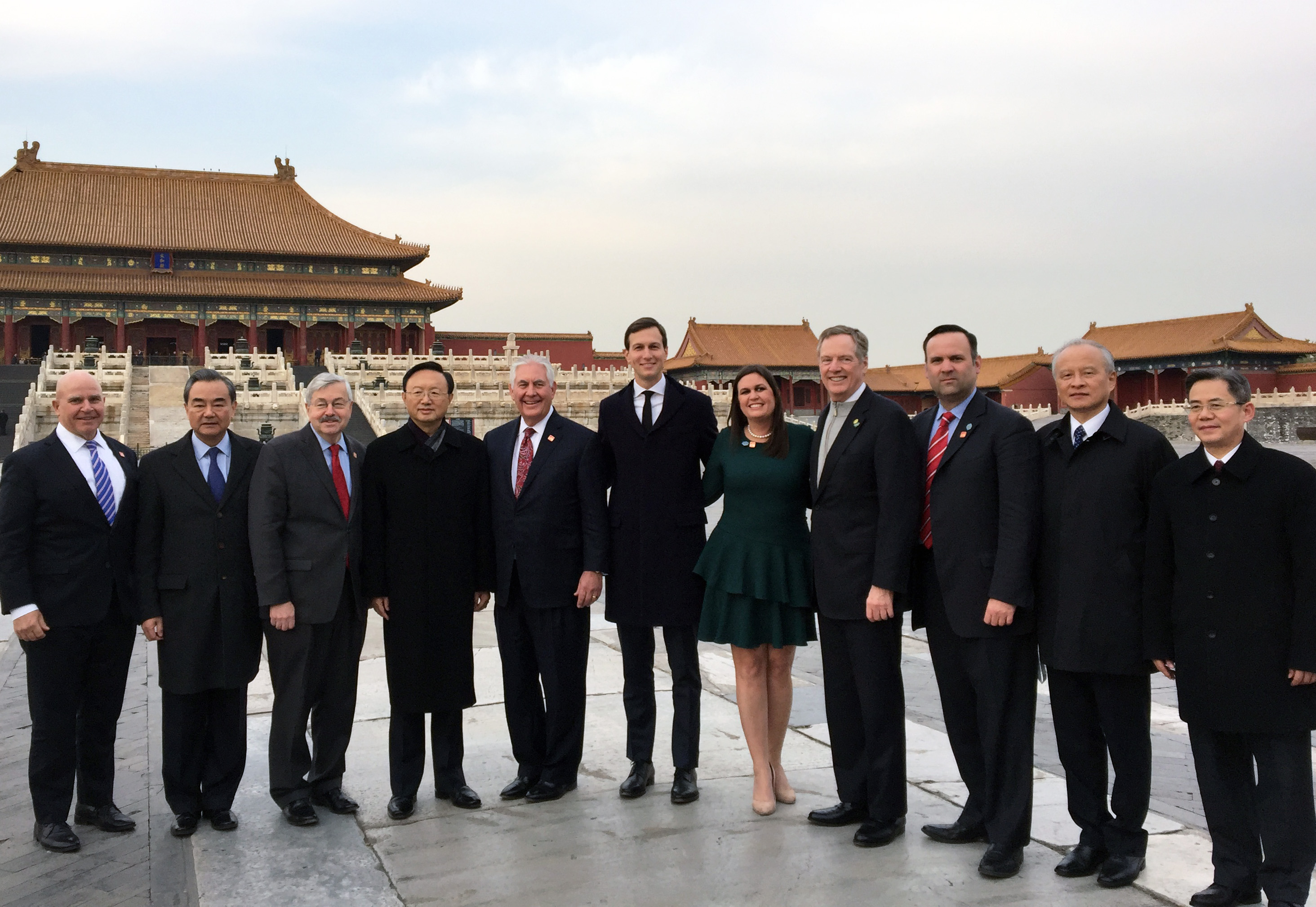
Sanders mit Rex Tillerson, Jared Kushner und Wang Yi in Peking (2017)

Im November 2018 entzog das Weiße Haus dem CNN-Journalisten Jim Acosta die Akkreditierung für Pressekonferenzen, nachdem dieser bei einer Pressekonferenz eine Diskussion mit Präsident Trump startete, sich von einer Praktikantin wegdrehte, als diese ihm das Mikrofon abnehmen wollte, und dabei ihren Arm berührt hatte. Sanders veröffentlichte ein Video ohne Ton, das einen Ausschnitt des Geschehens zeigt. Das Video sorgte für internationale Reaktionen und wurde von zahlreichen Medien unterschiedlich bewertet. Mehrere Medien warfen Sanders vor, ein gefälschtes Video verwendet zu haben. Andere Medien meinten, dass lediglich die Konvertierung und Kompression eines Videos in ein GIF eine Reduzierung der Frame Rate bewirkt habe. Am 16. November 2018 urteilte ein Gericht, dass der Entzug der Akkreditierung nicht rechtmäßig war.
Sanders hielt während ihrer Amtszeit immer weniger reguläre Pressekonferenzen ab und stellte nach einem kurzen Pressebriefing am 11. März 2019 als erste Pressesprecherin des Weißen Hauses die regulären Pressekonferenzen komplett ein.
Am 13. Juni 2019 verkündete Donald Trump, dass Sanders zum Ende des Monats ihre Stelle im Weißen Haus aufgeben und in ihren Heimatbundesstaat Arkansas zurückkehren werde. CNN schrieb zu Sanders Abschied, ihr „primäres Vermächtnis“ als Pressesprecherin des Weißen Hauses sei „der Tod des täglichen Pressebriefings“. Nachfolgerin im Amt des Pressesprechers wurde am 1. Juli Stephanie Grisham.
Anfang 2021 wurde bekannt, dass sie sich bei den Wahlen im darauf folgenden Jahr um das Amt der Gouverneurin von Arkansas bewerben wolle. Sie gewann im November 2022 die Wahl zur Gouverneurin von Arkansas gegen Chris Jones, der für die Demokratische Partei antrat.